# Cupidopsis siwani
Cupidopsis siwani är en fjärilsart som beskrevs av Henry Trimen 1862. Cupidopsis siwani ingår i släktet Cupidopsis och familjen juvelvingar. Inga underarter finns listade i Catalogue of Life.